# Coptops albonotata
Coptops albonotata är en skalbaggsart som först beskrevs av Maurice Pic 1917.  Coptops albonotata ingår i släktet Coptops och familjen långhorningar. Inga underarter finns listade i Catalogue of Life.